# Hemsjön (Anundsjö socken, Ångermanland)
Hemsjön är en sjö i Örnsköldsviks kommun i Ångermanland och ingår i Moälvens huvudavrinningsområde. Sjön har en area på 0,424 kvadratkilometer och ligger 234 meter över havet. Sjön avvattnas av vattendraget Hemsjöbäcken.

## Delavrinningsområde
Hemsjön ingår i det delavrinningsområde (705757-161818) som SMHI kallar för Mynnar i Utterån. Medelhöjden är 282 meter över havet och ytan är 13,8 kvadratkilometer. Det finns inga avrinningsområden uppströms utan avrinningsområdet är högsta punkten. Hemsjöbäcken som avvattnar avrinningsområdet har biflödesordning 3, vilket innebär att vattnet flödar genom totalt 3 vattendrag innan det når havet efter 52 kilometer. Avrinningsområdet består mestadels av skog (80 procent). Avrinningsområdet har 0,99 kvadratkilometer vattenytor vilket ger det en sjöprocent på 7,1 procent.